# Stadtkirche Wolfhagen

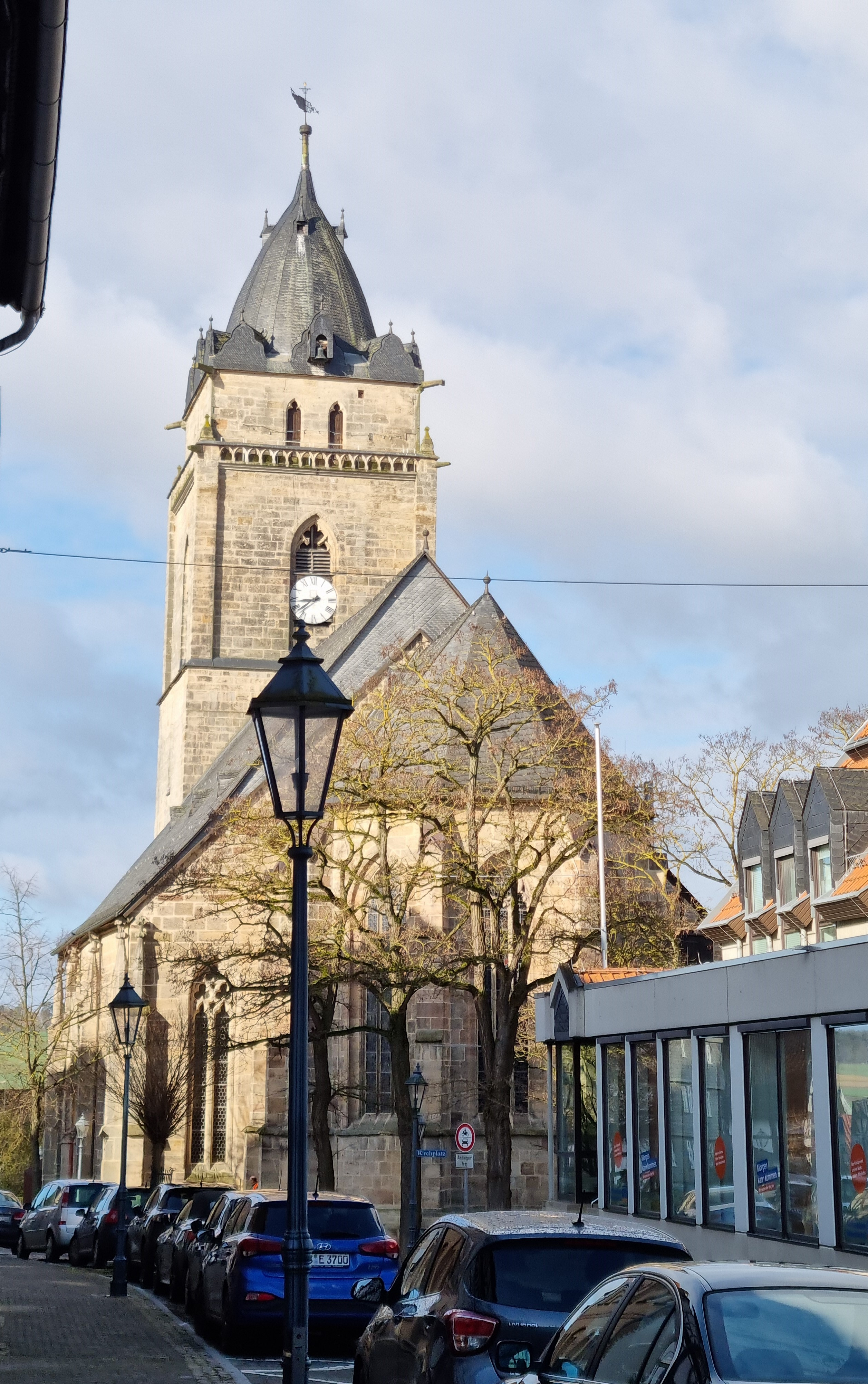
Stadtkirche Wolfhagen

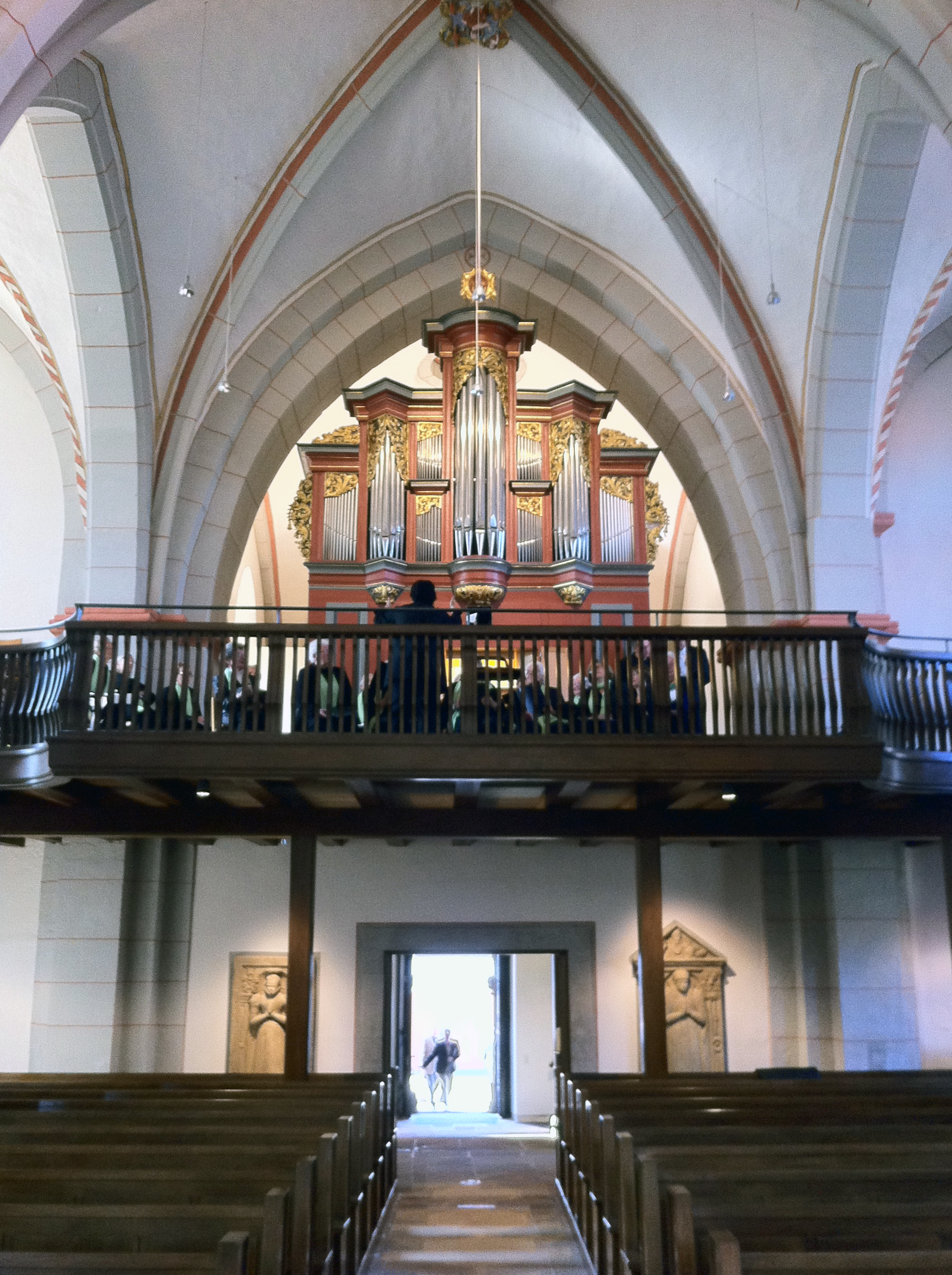
Orgelempore

Die evangelische Stadtkirche (auch: St. Anna) ist eine gotische Hallenkirche in Wolfhagen im Landkreis Kassel in Hessen. Sie gehört zur Evangelischen Kirchengemeinde Wolfhagen im Evangelischen Kirchenkreis Hofgeismar-Wolfhagen der Evangelischen Kirche von Kurhessen-Waldeck.

## Geschichte und Architektur
Von einer ersten, 1235 geweihten Vorgängerkirche blieb nur der Triumphbogen mit Wulstkämpfern erhalten. Das Langhaus wurde im vierten Viertel des 13. Jahrhunderts unter dem Einfluss der Marburger Elisabethkirche, der Klosterkirche Haina und der Kirche in Volkmarsen erbaut. Der Westturm stammt aus der ersten Hälfte des 14. Jahrhunderts, das Erdgeschoss ist mit der Jahreszahl 1303 versehen. Die zweigeschossige Marienkapelle an der Nordseite des Chores wurde 1389 (Datum der Altarweihe) vollendet. Der Chor wurde zu Beginn des 15. Jahrhunderts neu erbaut und um 1420 vollendet. Der Turmhelm wurde 1581 aufgesetzt. Eine Restaurierung des Inneren erfolgte in den Jahren 1957/1958. Danach wurde die Kirche von 2009 bis 2011 im Innern renoviert. Am 20. Dezember 2011 hat die Gemeinde im Beisein von Bischof Martin Hein die Kirche wieder in Gebrauch genommen. Im Herbst 2017 wurde das Rosettenfenster nach einem Entwurf von Günter Grohs erneuert. Das Fenster war bei der Sprengung der Munitionsanlage am Ende des Zweiten Weltkrieges in 1945 stark beschädigt und durch ein Provisorium ersetzt worden. Die Chorfenster aus dem Jahr 1961 wurden von Hans Gottfried von Stockhausen mit den Motiven Fischzug, Abendmahl und Pfingsten gestaltet.
Das Bauwerk ist eine stattliche, breit proportionierte Hallenkirche mit drei Jochen, deren Seitenschiffe halb so breit wie das Mittelschiff sind. Der Chor besteht aus zwei Jochen mit Fünfachtelschluss. Der kräftige Westturm hat ein verjüngtes Obergeschoss und wird von einem gedrungenen, verschieferten Spitzhelm mit zwölf Zwerchhäusern bekrönt. An der Südseite des Schiffs ist ein Portal mit einem Dreipasstympanon und einem Wimperg in vereinfachter Anlehnung an das Portal der Kirche in Volkmarsen eingebaut. Über dem Nordportal ist ein großes Fenster mit Rosette angeordnet.
Das Innere wird von Rundpfeilern mit vier Rechteckvorlagen für Gurt- und Scheidbögen bestimmt, die Kreuzrippengewölbe im Mittelschiff und Kreuzgratgewölbe in den Seitenschiffen tragen. Die Blattkapitelle sind fein gearbeitet; bemerkenswert sind auch die figurierten Schlusssteine vom Ende des 13. Jahrhunderts, die zusammen eine Darstellung des Jüngsten Gerichts ergeben. Der Chor ist mit Rippengewölben über Wanddiensten geschlossen.
Eine spätgotische Sakramentsnische mit seitlichen, für heute fehlende Figuren vorgesehenen Konsolen wurde um das Jahr 1420 geschaffen.

## Ausstattung
Grabdenkmäler von Agnes von Bürgeln, Margarethe von Weitholzhausen und Bartholus Hundt sind an der Westwand des Langhauses erhalten. Sehenswert sind die farbigen Fenster im Chorraum von Hans Gottfried von Stockhausen: Fischzug Petri, Abendmahl und Pfingsten sowie die 2017 erneuerte Rosette über dem Nordportal von Günter Grohs. 
Der Orgelprospekt wurde 1725 von Johann Friedrich Sterzing geschaffen. Die heutige Orgel ist ein Werk von Karl Lötzerich aus dem Jahr 1981 mit 27 Registern auf zwei Manualen und Pedal, das unter Verwendung von älterem Material erbaut wurde.